# Megachile haematogastra
Megachile haematogastra är en biart som beskrevs av Cockerell 1921. Megachile haematogastra ingår i släktet tapetserarbin, och familjen buksamlarbin. Inga underarter finns listade i Catalogue of Life.